# 阿西姆·爱资哈尔
阿西姆·爱资哈尔（羅馬化：Asim Azhar，1996年10月29日—）是一位巴基斯坦歌手、词曲作者、音乐家和演员。他的职业生涯始于YouTube。

## 职业生涯
阿西姆·爱资哈尔出生于1996年10月29日。父母是爱资哈尔·侯赛因和女演员古尔拉娜。 他因在可口可乐工作室录制的歌曲而走红。

 他最新的歌曲是2020巴基斯坦超级联赛的官方歌曲Tayyar Hain，还有Ali Azmat，Arif Lohar和Haroon。2020年2月，他在迪拜的PSA获得了最佳时尚表演者奖。 他的歌曲Jo Tu Na Mila和Iqra Aziz在YouTube上的浏览量达到1亿次，使他成为继2020年5月阿提夫·阿斯兰、拉赫·法塔·阿里·罕和莫米娜·穆斯塔桑之后第四位浏览量超过1亿次的巴基斯坦歌手。截至2020年7月，阿兹哈和莫米娜演唱的Tera Woh Pyar也获得了超过1.4亿的点击量。
2019年，爱资哈尔还与一家印度唱片公司合作了一张专辑，并计划发行一首宝莱坞单曲。由于印度和巴基斯坦之间的2019年印巴武装冲突的缘故，爱资哈尔与他的唱片公司的计划陷入停顿。